# Južnovogelkopski jezici
Južnovogelkopski jezici (Južni bird’s head jezici), skupina od deset papuanskih jezika transnovogvinejske porodice koji se govore na području poluotoka Vogelkop ili Bird’s Head u Irian Jayi na sjeverozapadu Nove Gvineje, Indonezija.
Jezici su podijeljeni na nekoliko podskupina, to su:
a. inanwatan (2) : duriankere [dbn], suabo [szp].
b. Konda-Yahadian (2): konda [knd], yahadian [ner]
c. južni Bird’s Head u užem smislu (6):
c1. Centralni (1): kokoda [xod]
c2. istočni (2): arandai [jbj], kemberano [bzp]
c3. Zapadni (3): kaburi [uka], kais [kzm], puragi [pru].

## Vanjske poveznice
- Ethnologue (14th)
- Ethnologue (15th)